# SS John W. Brown
La SS John W. Brown è una delle due rimanenti navi della classe Liberty ancora esistenti. Questa nave è oggi una nave museo situata al Dundalk Marine Terminal nel porto di Baltimora. La nave ha preso il nome dal leader sindacale John W. Brown.
In tempo di guerra la John W. Brown compì 13 viaggi fino al golfo Persico ed al mar Mediterraneo, prestando anche servizio durante lo sbarco di Anzio. Fece anche parte della forza di invasione della Francia meridionale durante l'operazione Dragoon nell'agosto 1944. I cannonieri della  US Navy Armed Guard imbarcati a bordo abbatterono almeno un aeroplano nemico durante l'invasione della Francia meridionale nell'agosto 1944.
Dopo la guerra la John W. Brown trasportò carichi del governo per aiutare la ricostruzione dell'Europa devastata dalla guerra e per rimpatriare truppe americane
Dopo il 1946 venne prestata all'amministrazione della città di New York dove divenne una scuola superiore nautica galleggiante, l'unica degli Stati Uniti. Servì in questo ruolo dal 1946 fino al 1982, diplomando migliaia di studenti pronti per iniziare carriere nella marina mercantile, nella US Navy e nella guardia costiera.
Terminati i suoi giorni di nave scuola venne formato il primo  Project Liberty Ship per preservare la nave. Non avendo avuto successo nel trovarle un approdo a New York venne trainata lungo il James River (Virginia) alla Reserve Fleet nel luglio 1983 con il suo futuro in serio dubbio. Nel 1988 il Project Liberty Ship Baltimore riuscì a salvarla ed a restaurarla, trovandole una nuova sede in Baltimora, Maryland vicino al cantiere dove venne costruita. Nel settembre 1988 la John W. Brown venne divenne un museo memoriale per le cerimonie al Dundalk Marine Terminal.
Dopo tre anni di restauri il 24 agosto 1991  navigò nuovamente con i suoi motori per la prima volta dopo 45 anni durante le prove nella Chesapeake Bay. Un mese dopo trasportò circa 600 persone tra equipaggio ed ospiti nella sua prima crociera inaugurale.
Nel 1994 ricevette la certificazione della guardia costiera per la navigazione oceanica in vista della costa e nell'aprile fece il suo primo viaggio in mare dal 1946 fino al porto di New York. Nell'agosto 1994 si recò fino ad Halifax in Nuova Scozia e quindi a Boston e Greenport (New York). Nel 2000 venne sottoposta a manutenzioni allo scafo a Toledo, nella regione dei Grandi Laghi.